# Heteropelma nigricorne
Heteropelma nigricorne är en stekelart som först beskrevs av Szepligeti 1906.  Heteropelma nigricorne ingår i släktet Heteropelma och familjen brokparasitsteklar. Inga underarter finns listade i Catalogue of Life.